# 羅源県
羅源県（らげんけん）は中華人民共和国福建省に位置する県であり、現在は福州市の代理管轄下に置かれている。

## 歴史
847年（大中元年）に羅源場が設置される。861年（咸通2年）に鎮に昇格した際に永貞鎮と改称された。933年（龍啓元年）に永貞県に昇格し、1021年（天禧5年）に永昌県、1022年（乾興元年）に羅源県と改称された。

## 行政区画
下部に6鎮、4郷、1民族郷を管轄する
- 鎮
  - 鳳山鎮、松山鎮、起歩鎮、中房鎮、飛竹鎮、鑒江鎮
- 郷
  - 白塔郷、洪洋郷、西蘭郷、碧里郷
- 民族郷
  - 霍口シェ族郷

## 交通

### 鉄道
- 中国国家鉄路集団
  - 温福線
    - 羅源駅

### 道路
- 高速道路
  - 瀋海高速道路
  -  甬莞高速道路（中国語版）

- 国道
  - G104国道（中国語版）
  - G228国道